# Steady Rollin'
Steady Rollin' es un sencillo lanzado el 27 de marzo de 2006 por el dúo de San Francisco Two Gallants. Fue el primer disco de vinilo de 7'' de What the Toll Tells lanzado en Europa y también esta disponible en iTunes.

## Lista de canciones (iTunes y disco compacto)[5]
1. "Steady Rollin'"
2. "Dappens "
3. "Don't Want No Woman Who Stays Out All Night Long"

## Lista de canciones (vinilo)
1. "Steady Rollin'"
2. "Dappens "

## Otras apariciones
- Acoustic 07 (2007, V2 Récords)